# 100049 Сезаранн
100049 Сезаранн (100049 Césarann) — астероїд головного поясу, відкритий 6 жовтня 1991 року.
Тіссеранів параметр щодо Юпітера — 3,524.